# Втрати ЗС РФ у війні з Грузією (2008)
У статті наведено список російських військовослужбовців, загиблих під час війни з Грузією в серпні 2008 року. РФ кілька раз офіційно визнавала різні числа: від 48 до 74 вбитих вояків. У переліку наведено тільки військовослужбовців регулярних сил РФ (молодший та старший офіцерський склад), контрактники та строковики ЗС РФ. У список не входять абахазькі та осетинські сепаратисти, добровольці, козаки та найманці різних приватних військових кампаній, оскільки на момент загибелі вони не були чинними військовослужбовцями.

## Список
| №  | Світлина / Емблема | Прізвище, ім'я, по батькові         | Звання            | Посада / підрозділ | Дата народження   | Дата загибелі | Місце загибелі                         | Примітки                                                      |
| 1  |                    | Селіпетов Володимир Васильович      | рядовий           | (посада — не встановлена), 693-й мотострілецький полк, 19-та мотострілецька дивізія                                                               | 1986              | 7 серпня 2008 | поблизу Рокського тунелю               |                                                               |
| 2  |                    | Кононов Сергій Віталійович          | рядовий           | (посада — не встановлена), 135-й мотострілецький полк 19-ї мотострілецької дивізії                                                                |                   | 8 серпня 2008 | Цхінвалі                               | нагороджений орденом Мужності (посмертно)                     |
| 3  |                    | Марченко Антон Олександрович        | рядовий           | механік-водій 19-ї мотострілецької дивізії | 5 вересня 1987    | 8 серпня 2008 | Цхінвалі                               | нагороджений званням «Герой Російської Федерації» (посмертно) |
| 4  |                    | Шмигановський Олександр Вікторович  | рядовий           | (посада — не встановлена), 135-й мотострілецький полк 19-ї мотострілецької дивізії                                                                | 11 лютого 1987    | 8 серпня 2008 | Цхінвалі                               |                                                               |
| 5  |                    | Гіматов Кублан Алімшанович          | рядовий           | (посада — не встановлена), 135-й мотострілецький полк 19-ї мотострілецької дивізії                                                                |                   | 8 серпня 2008 | Цхінвалі                               |                                                               |
| 6  |                    | Яско Вадим Володимирович            | сержант           | (посада — не встановлена), 135-й мотострілецький полк 19-ї мотострілецької дивізії                                                                |                   | 8 серпня 2008 | Цхінвалі                               |                                                               |
| 7  |                    | Полушкін Артем Сергійович           | рядовий           | (посада — не встановлена), 135-й мотострілецький полк 19-ї мотострілецької дивізії                                                                |                   | 8 серпня 2008 | Цхінвалі                               |                                                               |
| 8  |                    | Шевельов Сергій Юрійович            | старший лейтенант | командир розвідувального взводу мотострілецького батальйону 135-го мотострілецького полку, 19-та мотострілецька дивізія                           | 1 березня 1981    | 8 серпня 2008 | Цхінвалі                               | нагороджений званням «Герой Російської Федерації» (посмертно) |
| 9  |                    | Кореньов Сергій Юрійович            | сержант           | радіотелеграфіст 135-го мотострілецького полку, 19-та мотострілецька дивізія                                                                      |                   | 8 серпня 2008 | Цхінвалі                               |                                                               |
| 10 |                    | Шадов Залім Тарзанович              | єфрейтор          | водій 135-го мотострілецького полку, 19-та мотострілецька дивізія                                                                                 |                   | 8 серпня 2008 | Цхінвалі                               |                                                               |
| 11 |                    | Асланов Рафік Вілаят-огли           | рядовий           | (посада — не встановлена), 135-й мотострілецький полк 19-ї мотострілецької дивізії                                                                | 26 грудня 1988    | 8 серпня 2008 | Цхінвалі                               |                                                               |
| 12 |                    | Абдуллін Раушан Мухамедович         | рядовий           | розвідник-сапер 2 групи 2 роти 107 загону спеціального призначення 10-ї окремої бригади спеціального призначення                                  | 26 червня 1988    | 8 серпня 2008 | Цхінвалі                               | нагороджений званням «Герой Російської Федерації» (посмертно) |
| 13 |                    | Соловойов Василь Геннадійович       | рядовий           | боєць 2 групи 2 роти 107 загону спеціального призначення 10-ї окремої бригади спеціального призначення                                            |                   | 8 серпня 2008 | Цхінвалі                               |                                                               |
| 14 |                    | Шрейдер Олександр Володимирович     | рядовий           | боєць 2 групи 2 роти 107 загону спеціального призначення 10-ї окремої бригади спеціального призначення                                            |                   | 8 серпня 2008 | Цхінвалі                               |                                                               |
| 15 |                    | Алієв Анар Набієвич                 | рядовий           | (посада — не встановлена), 135-й мотострілецький полк 19-ї мотострілецької дивізії                                                                |                   | 8 серпня 2008 | Цхінвалі                               |                                                               |
| 16 |                    | Ржавітін Ігор Вікторович            | полковник         | штурман-випробувач Служби льотних випробувань винищувальної та фронтової авіації 929-го Державного льотно-випробувального центру МО імені Чкалова | 1 грудня 1968     | 9 серпня 2008 | с. Дзевера, Ґорський муніципалітет     | нагороджений званням «Герой Російської Федерації» (посмертно) |
| 17 |                    | Єдаменко Володимир Євгенович        | майор             | командир авіаційної ланки, 368-й штурмовий авіаційний полк, 1-ша змішана авіаційна дивізія                                                        | 21 липня 1978     | 9 серпня 2008 | Джава                                  | нагороджений званням «Герой Російської Федерації» (посмертно) |
| 18 |                    | Нестеров Ігор Анатолійович          | майор             | оператор систем озброєння далекого надзвукового ракетоносця-бомбардувальника Ту-22М3, 52-й важкий бомбардувальний авіаційний полк                 | 23 серпня 1966    | 9 серпня 2008 | с. Корбоулі, Сачхерський муніципалітет |                                                               |
| 19 |                    | Прядкін Віктор Володимирович        | майор             | штурман далекого надзвукового ракетоносця-бомбардувальника Ту-22М3, 52-й важкий бомбардувальний авіаційний полк                                   |                   | 9 серпня 2008 | с. Корбоулі, Сачхерський муніципалітет |                                                               |
| 20 |                    | Ковенцов Олександр Олександрович    | підполковник      | заступник командира 52-го важкого бомбардувального авіаційного полку                                                                              | 1971              | 9 серпня 2008 | с. Корбоулі, Сачхерський муніципалітет |                                                               |
| 21 |                    | Ветчинов Денис Васильович           | майор             | заступник командира 135-го мотострілецького полку 19-ї мотострілецької дивізії з виховної роботи                                                  | 26 червня 1976    | 9 серпня 2008 | Цхінвалі                               | нагороджений званням «Герой Російської Федерації» (посмертно) |
| 22 |                    | Цинько Артем Павлович               | лейтенант         | командир мотострілецького взводу 135-го мотострілецького полку 19-ї мотострілецької дивізії                                                       |                   | 9 серпня 2008 | Цхінвалі, 14 мікрорайон «Гафез»        |                                                               |
| 23 |                    | Полторанін Микола Миколайович       | сержант           | (посада — не встановлена), 135-й мотострілецький полк 19-ї мотострілецької дивізії                                                                |                   | 9 серпня 2008 | Цхінвалі, 14 мікрорайон «Гафез»        |                                                               |
| 24 |                    | Вахницький Олександр Анатолійович   | рядовий           | (посада — не встановлена), 135-й мотострілецький полк 19-ї мотострілецької дивізії                                                                |                   | 9 серпня 2008 | Цхінвалі, 14 мікрорайон «Гафез»        |                                                               |
| 25 |                    | Пономаренко Олексій Сергійович      | старший прапорщик | старшина 3-ї мотострілецької роти, 135-й мотострілецький полк 19-ї мотострілецької дивізії                                                        |                   | 9 серпня 2008 | Цхінвалі, мікрорайон «Шанхай»          |                                                               |
| 26 |                    | Журавьов Олексій Георгійович        | молодший сержант  | (посада — не встановлена), 135-й мотострілецький полк 19-ї мотострілецької дивізії                                                                |                   | 9 серпня 2008 | Цхінвалі                               |                                                               |
| 27 |                    | Синельников Володимир Олександрович | старший сержант   | (посада — не встановлена), 135-й мотострілецький полк 19-ї мотострілецької дивізії                                                                |                   | 9 серпня 2008 | Цхінвалі                               |                                                               |
| 28 |                    | Тарасов Олексій Анатолійович        | майор             | начальник штабу гаубичного самохідного артилерійського дивізіону, 693-й мотострілецький полк 19-ї мотострілецької дивізії                         | 4 грудня 1978     | 9 серпня 2008 | с. Галуанта, Південна Осетія           |                                                               |
| 29 |                    | Горьковий Антон Іванович            | сержант           | механік-водій БТР, 135-й мотострілецький полк 19-ї мотострілецької дивізії                                                                        | 18 листопада 1985 | 9 серпня 2008 | Цхінвалі                               | нагороджений орденом Мужності (посмертно)                     |
| 30 |                    | Белоусов Сергій Геннадійович        | молодший сержант  | оператор мінометної батареї, 135-й мотострілецький полк 19-ї мотострілецької дивізії                                                              |                   | 9 серпня 2008 | с. Галуанта, Південна Осетія           | нагороджений орденом Мужності (посмертно)                     |
| 31 |                    | Кондаратов Сергій Миколайович       | молодший сержант  | (посада — не встановлена), 503-й мотострілецький полк 19-ї мотострілецької дивізії                                                                |                   | 9 серпня 2008 | с. Нар, Північна Осетія                | внаслідок падіння БТРа з моста                                |